# Torre del Cucurull
La Torre del Cucurull, antic Castell de Roda, és un monument del municipi de Roda de Berà (Tarragonès) declarat bé cultural d'interès nacional. Construït als voltants del segle x.

## Descripció
És una torre medieval i avui dia totalment en ruïnes. Es troba a la muntanya dels Molins, al cim d'una petita elevació anomenada el Cucurull, pujol que domina Roda de Berà. Disposa d'un extens control visual del seu entorn, especialment en direcció sud, on s'albira bona part del litoral.
És de planta circular. Els tres metres inferiors, d'uns 3,5 m de diàmetre, són massissos i, a partir d'aquest nivell, el diàmetre interior de l'edifici és de 200 cm i el guix de les parets és de 110 cm. Només es conserva en una alçada de 3 m més (per damunt dels 3 m de la base massissa) i tota la part meridional de la construcció està molt malmesa. No hi ha cap resta de la porta, que segurament devia ésser en un pis superior, per tant, a més de sis metres del sòl exterior. La paret és feta, de manera general, amb pedres no gaire grans (uns 15 per 30 cm), sense treballar, arrenglerades en filades i unides amb morter de calç de poca qualitat. A tot el seu voltant sembla que hi havia una muralla de tancament, que es va conservar millor al costat sud i, en part, al costat est. A més, es conserva un mur que surt de la torre vers el sud, per enllaçar amb la muralla meridional, i una altra paret que surt de l'est de la torre i enllaçava amb la muralla oriental. El recinte clos devia fer de sud a nord uns 18,5 m de llarg i devia tenir uns 13 m d'amplada. La paret que surt de la torre en direcció sud té uns 70 cm de gruix, amb un tipus de pedra i morter molt similars als de la torre, fet que fa suposar que serien coetanis.
El 2011 la Torre del Cucurull va ser rehabilitada davant l'evident risc d'ensorrament.